# Zwornik (Pasmo Radziejowej)
Zwornik (1133 m) – przełęcz i rozdroże szlaków turystycznych w Paśmie Radziejowej w Beskidzie Sądeckim. Znajduje się pomiędzy Wielką Prehybą (1191 m) a nienazwanym wierzchołkiem o wysokości ok. 1140 m po północnej stronie Wielkiej Przehyby. Według mapy Geoportalu miejsce to znajduje się na wysokości 1133 m, tabliczka szlaków turystycznych podaje wysokość 1120 m. Wierzchołek 1140 m jest zwornikiem – północny grzbiet Wielkiej Prehyby rozgałęzia się na nim na dwa podrzędne grzbiety: północno-zachodni z kulminacją Zgrzypy oraz północno-wschodni, w którym znajdują się Wietrzne Dziury i Wdżary Wyżne. Obydwa te grzbiety opadają do doliny Popradu.
Rozdroże i przełęcz Zwornik znajdują się w lesie w granicach miejscowości Roztoka Ryterska w województwie małopolskim, w powiecie nowosądeckim, w gminie Rytro. Krzyżują się tutaj dwa szlaki turystyki pieszej (żółty i niebieski) oraz narciarski szlak na Halę Konieczną.

## Szlaki turystyczne
niebieski: Rytro – dolina Wielka Roztoka – Wdżary Wyżne – Wietrzne Dziury – rozdroże Zwornik – rozdroże pod Wielką Prehybą – Prehyba
 żółty (Szlak Papieski): Stary Sącz – Tokarnia – Zgrzypy – rozdroże Zwornik – Prehyba
 narciarski: Rytro – Roztoka Wielka – Hala Konieczna – Złomisty Wierch – rozdroże Zwornik – rozdroże pod Wielką Prehybą – Prehyba